# Їммі Чара
Їммі Чара (ісп. Yimmi Chará, нар. 2 квітня 1991, Калі) — колумбійський футболіст, нападник клубу «Атлетіко Хуніор» та національної збірної Колумбії.

## Клубна кар'єра
У дорослому футболі дебютував 2009 року виступами за команду «Сентаурос Вільявісенсіо», в якій того року взяв участь у 9 матчах чемпіонату.
Своєю грою за цю команду привернув увагу представників тренерського штабу клубу «Депортес Толіма», до складу якого приєднався 2010 року. Відіграв за команду з Ібаге наступні чотири сезони своєї ігрової кар'єри. Більшість часу, проведеного у складі «Депортес Толіма», був основним гравцем атакувальної ланки команди.
2015 року перейшов до мексиканського «Монтеррея», звідки також віддавався в оренду до «Атлетіко Насьйональ» та «Дорадос де Сіналоа».
2017 року повернувся на батьківщину, уклавши контракт з «Атлетіко Хуніор», а протягом 2018—2023 років грав за бразильський «Атлетіко Мінейру» та американський «Портланд Тімберс», за який провів понад 100 матчів у національній першості.
На початку 2024 року повернувся до «Атлетіко Хуніор».

## Виступи за збірну
2014 року дебютував в офіційних матчах у складі національної збірної Колумбії.
У складі збірної був учасником розіграшу Кубка Америки 2021 року у Бразилії, на якому команда здобула бронзові нагороди, а сам гравець виходив на заміну у трьох іграх змагання.
| Дата       | Місто          | Господарі      | Результат          | Гості     | Турнір                                 | Голи | Примітки |
| ---------- | -------------- | -------------- | ------------------ | --------- | -------------------------------------- | ---- | -------- |
| 10-10-2014 | Гаррісон       | Колумбія       | 3 – 0              | Сальвадор | товариський матч                       | -    | 72'      |
| 18-11-2014 | Любляна        | Словенія       | 0 – 1              | Колумбія  | товариський матч                       | -    | 73'      |
| 31-8-2017  | Сан-Кристобаль | Венесуела      | 0 – 0              | Колумбія  | Відбір до ЧС 2018                      | -    | 80'      |
| 5-9-2017   | Барранкілья    | Колумбія       | 1 – 1              | Бразилія  | Відбір до ЧС 2018                      | -    | 46'      |
| 5-10-2017  | Барранкілья    | Колумбія       | 1 – 2              | Парагвай  | Відбір до ЧС 2018                      | -    | 75'      |
| 10-10-2017 | Ліма           | Перу           | 1 – 1              | Колумбія  | Відбір до ЧС 2018                      | -    | 85'      |
| 27-3-2018  | Лондон         | Колумбія       | 0 – 0              | Австралія | товариський матч                       | -    | 70'      |
| 7-9-2018   | Маямі          | Венесуела      | 1 – 2              | Колумбія  | товариський матч                       | 1    | 75'      |
| 12-10-2018 | Тампа          | США            | 2 – 4              | Колумбія  | товариський матч                       | -    | 83'      |
| 26-3-2019  | Сеул           | Південна Корея | 2 – 1              | Колумбія  | товариський матч                       | -    | 83'      |
| 3-7-2021   | Бразилія       | Уругвай        | 0 – 0 (2 – 4 п.п.) | Колумбія  | Копа Америка 2021 - чвертьфінал        | -    | 67'      |
| 6-7-2021   | Бразилія       | Аргентина      | 1 – 1 (3 – 2 п.п.) | Колумбія  | Копа Америка 2021 - півфінал           | -    | 46'      |
| 9-7-2021   | Бразилія       | Колумбія       | 3 – 2              | Перу      | Копа Америка 2021 - матч за 3-тє місце | -    | 46'      |
| 16-1-2022  | Форт-Лодердейл | Гондурас       | 1 – 2              | Колумбія  | товариський матч                       | -    |          |
| 28-1-2022  | Барранкілья    | Колумбія       | 0 – 1              | Перу      | Відбір до ЧС 2022                      | -    | 73'      |
| Усього     |                | Матчів         | 15                 |           | Голів                                  | 1    |          |

## Титули і досягнення
- Чемпіон Колумбії (1):

«Атлетіко Насьйональ»: Апертура 2015
- Володар Кубка Колумбії (2):

«Депортес Толіма»: 2014
«Атлетіко Хуніор»: 2017